# بيارن إريكسن
بيارن إريكسن (بالنرويجية البوكمول: Bjarne Eriksen)‏ هو مبارز بالسيف وشخصية أعمال ومحامي نرويجي، ولد في 31 يوليو 1886 في تروندهايم في النرويج، وتوفي في 13 نوفمبر 1976 في أوسلو في النرويج.

## وصلات خارجية
- بيارن إريكسن على موقع أوليمبيديا (الإنجليزية)